# Baltringer Haufen

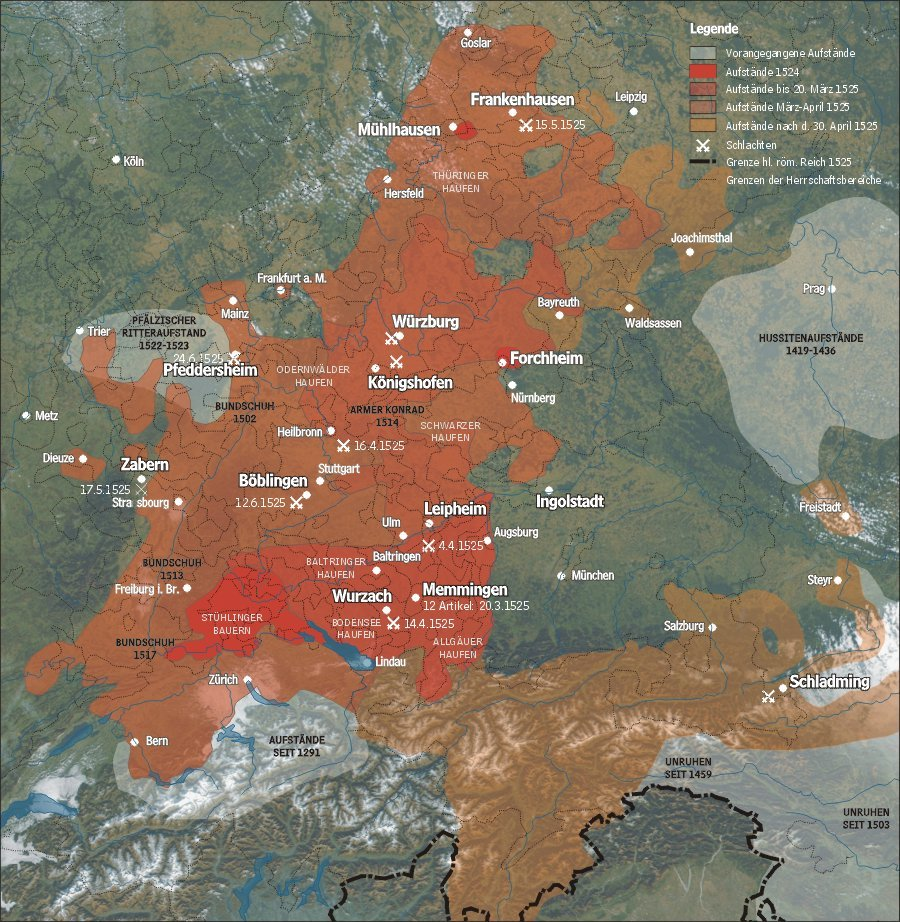
Mapa que muestra la ubicación de los levantamientos campesinos y las principales batallas.

El Baltringer Haufen —que también se escribe Baltringer Haufe, que significa «Banda de Baltringen» en alemán, «Tropa de Baltringen» o «Mafia de Baltringen»—, se destacó entre varios grupos armados de campesinos y artesanos durante la Guerra de los campesinos alemanes de 1524-1525. El nombre deriva del pequeño pueblo de Baltringen, en la Alta Suabia, que se encuentra a unos 25 kilómetros al sur de Ulm, en el distrito de Biberach (Alemania). A principios del período moderno, el término Haufe(n) —literalmente: «montón»— denotaba una formación militar ligeramente organizada, especialmente en lo que respecta a los regimientos de lansquenetes.

## Formación de los Baltringer Haufen
Según el relato de una monja de la cercana abadía de Heggbach, los campesinos locales se reunieron y conferenciaron en una posada de Baltringen por primera vez en la víspera de Navidad de 1524. A partir de entonces se celebraron reuniones periódicas, llegando el número de asistentes a 80 a principios de febrero de 1525. Mientras que en otras regiones los campesinos se reunían y discutían en los mercados, en Baltringen esto ocurría durante la temporada de la Fastnacht (carnaval), lo que facilitaba las reuniones conspirativas, ya que los campesinos solían viajar de pueblo en pueblo para comer y beber, dándose la oportunidad de discutir los asuntos que tenían entre manos. Con la llegada de participantes de toda la región, estas reuniones se hicieron más regulares, teniendo lugar cada martes con un número de asistentes que fue aumentando gradualmente hasta llegar a 400, momento en el que las reuniones comenzaron a celebrarse en un espacio abierto, el Baltringer Ried, una zona pantanosa —ahora drenada— justo a las afueras del pueblo de Baltringen. El 3 o 4 de febrero de 1525 los campesinos eligieron como representante a Ulrich Schmid (Huldrich Schmid), un herrero de la cercana aldea de Sulmingen, que aceptó la tarea con gran vacilación.

## Demandas de los campesinos
Pronto las autoridades se enteraron de estas reuniones y los representantes de la Liga de Suabia, una asociación de ciudades imperiales, principados, tanto eclesiásticos como seculares, y caballeros, se pusieron en contacto con el Baltringer Haufen. Mientras las ciudades imperiales abogaban por las negociaciones y la mediación, los príncipes abogaban por una estrategia de violencia. La Liga Imperial eligió como representantes a Johann von Königsegg, Wilhelm von Köringen y al alcalde de Ulm, Ulrich Neidhardt, que se reunió con los campesinos en el Ried de Baltringer el 9 de febrero de 1525 pidiéndoles que escribieran sus quejas. Una semana después, el 16 de febrero de 1525, en presencia de entre 10.000 y 15.000 campesinos, se entregó por escrito una lista de quejas a los representantes de la Liga de Suabia: más de 300 demandas escritas, una por cada pueblo.
La principal queja de los campesinos de Baltringen fue el hecho de que eran siervos. También pidieron la reducción de los alquileres y los impuestos anuales en especie, así como la abolición del impuesto sobre la muerte. Además, pidieron que no se les cargara más con los deberes feudales y que se les permitiera utilizar la madera de los bosques. También se opusieron al pequeño diezmo, pero estaban dispuestos a pagar un gran diezmo para mantener a su respectivo sacerdote local.
A raíz de la respuesta de la Liga de Suabia, pronunciada el 27 de febrero de 1525, Ulrich Schmid justificó las exigencias de los campesinos refiriéndose a la Ley divina, cuyo concepto, a diferencia de la Ley Tradicional (Antigua), es decir, las normas jurídicas tradicionales, ofrecía una perspectiva completamente nueva en la relación jurídica entre señor y campesino. El orden político tenía que ser comparado con la voluntad divina tal como se manifiesta en la Biblia. Al hacerlo, el campesino desafió todo el concepto de la ley tradicional. Ulrich Schmid, el representante de los Baltringer Haufen, rechazó el proceso legal tradicional a través del Tribunal de la Cámara Imperial para resolver las demandas de los campesinos. Los teólogos tuvieron que decidir si las quejas de los campesinos estaban justificadas.  Ulrich Schmid propuso que un grupo de hombres, doctos de la tradición cristiana, decidieran qué constituye esta Ley divina. Los representantes de la Liga de Suabia se mostraron de acuerdo y anunciaron que también rezarían a Dios para que se eligieran estos hombres eruditos. Ulrich Schmid esperaba que se le ayudara en Memmingen, donde consiguió que Sebastian Lotzer, un peletero artesano, asumiera el papel de empleado de Baltringer Haufen. El 28 de febrero de 1525, el Baltringer Haufen declaró oficialmente su formación a la ciudad imperial de Ehingen en una misiva compuesta por Lotzer. La redacción de esta misiva parece implicar que pudo haber habido ya contactos entre Lotzer, que residía en Memmingen y había sido activo como secretario de los campesinos del lugar, y Schmid mucho antes de finales de febrero de 1525.

## Formación de la Alianza Cristiana

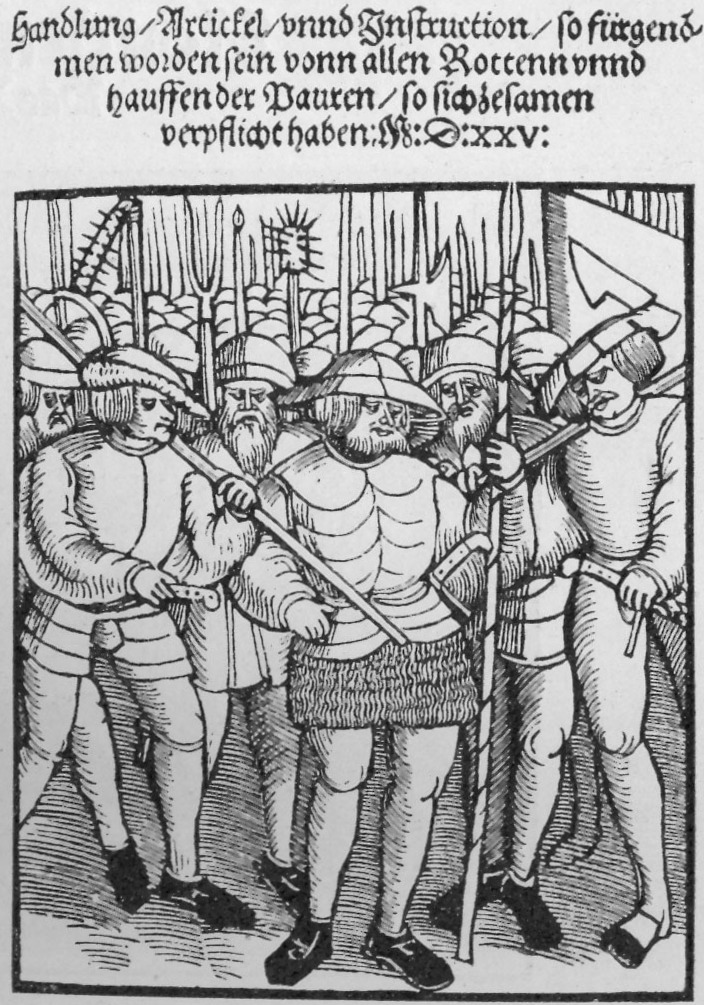
Portada de los Doce Artículos.

Por iniciativa de Lotzer y Schmid, los representantes de tres ejércitos de campesinos, el Baltringer Haufen, el Allgäuer Haufen y el Seehaufen —con sede cerca del lago de Constanza—, ambos formados poco después del Baltringer Haufen, se reunieron en Memmingen donde decidieron fusionarse y, el 6 de marzo de 1525, formaron la Asociación Cristiana.  En una carta informaron a la Liga de Suabia de la formación de la asociación y declararon su intención de no utilizar la violencia, pidiendo a la Liga que se abstuviera también de la violencia. Basándose en las demandas de los Baltringer Haufen y con la probable participación del predicador de Memmingen Christoph Schappeler, la asociación elaboró el documento más famoso de la Guerra de los campesinos alemanes, los Doce Artículos, en los que se combinaba la idea de la Ley divina con las demandas de los campesinos. El 7 de marzo de 1525, Sebastian Lotzer, secretario de los Baltringer, redactó también el proyecto de constitución de la Asociación Cristiana, la Ordenanza Federal (Bundesordnung). Los días 15 y 16 de marzo de 1525, durante las deliberaciones posteriores de los campesinos reunidos en Memmingen, se publicó una lista de personas que debían evaluar y examinar los deseos, exigencias y objetivos de los campesinos, y debían determinar lo que realmente constituye la Ley divina. Contiene 14 nombres, entre los que se encuentran reformadores muy conocidos como Martin Lutero, Felipe Melanchthon y Ulrico Zuinglio, así como el archiduque Fernando I del Sacro Imperio Romano Germánico y Federico III de Sajonia. La Liga de Suabia rechazó la lista. Al parecer, esta lista fue la principal manzana de la discordia en las negociaciones entre los representantes de la Liga de Suabia y los campesinos. El 20 de marzo de 1525 se publicó una segunda lista enmendada, que se presentó a la Liga de Suabia en Ulm el 24 de marzo de 1525. Se suponía que los nombres de esta lista serían menos polémicos, ya que incluía personas de mayor importancia local y regional. Al día siguiente, se entregó a los representantes de los campesinos una nueva propuesta, elaborada por los alcaldes de Kempten y Ravensburg, que contenía demandas para la disolución de la Alianza Cristiana, la formación de un tribunal de arbitraje, el distanciamiento de los campesinos de la idea de la Ley divina y la obediencia a las autoridades. Se dio a los campesinos hasta el 2 de abril para que decidieran sobre estas contrademandas.

## Escalada
Escalada

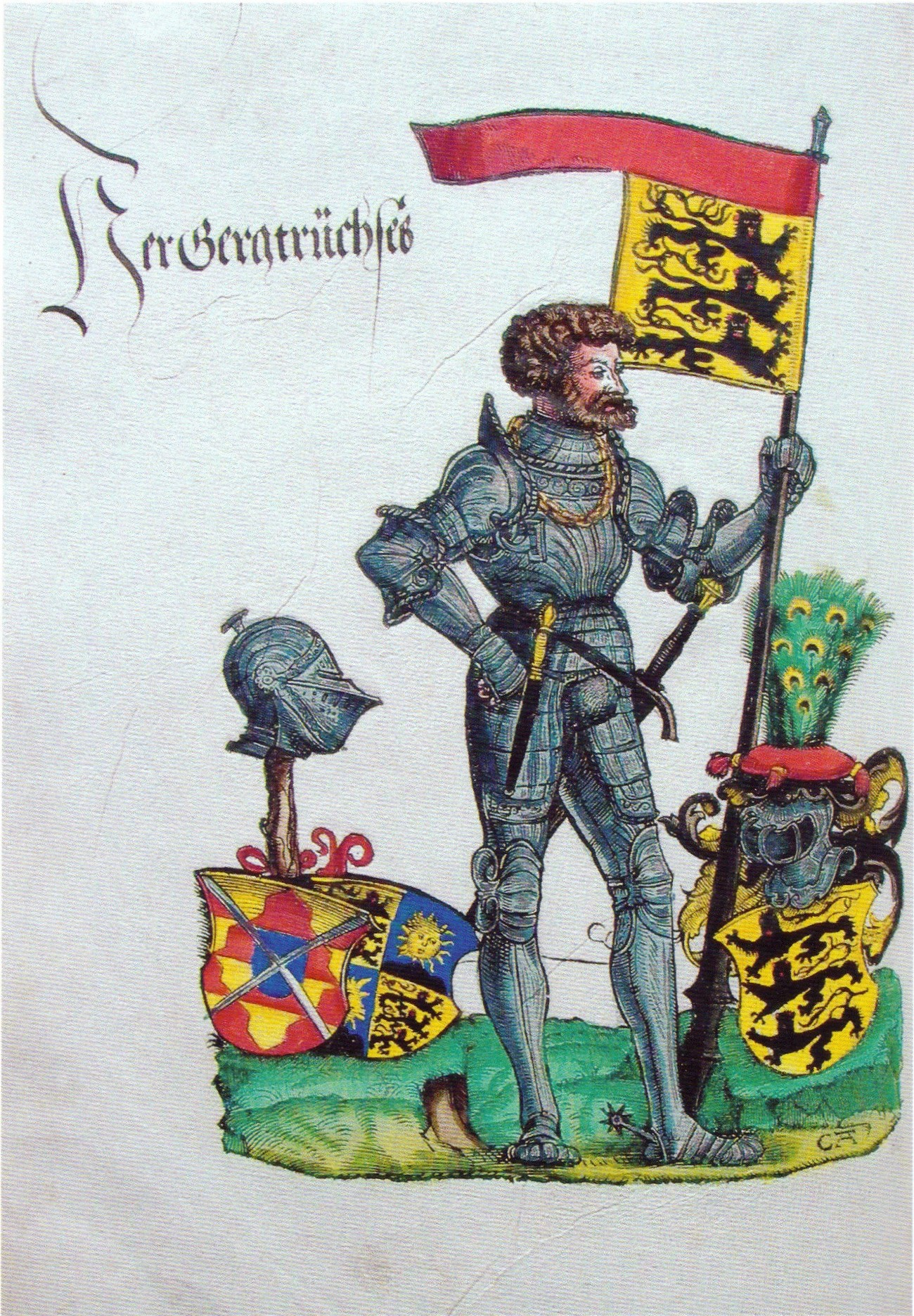
Georg Truchsess von Waldburg (también conocido como Bauernjörg), el «azote de los campesinos».

La Liga Suaba había estado en conflicto con el duque Ulrico de Wurtemberg durante varios años. Como consecuencia, a principios de 1525 las tropas de la Liga de Suabia comandadas por Georg Truchsess von Waldburg (más tarde conocido como Bauernjörg) se ocuparon de suprimir un intento del duque Ulrich de recuperar su trono. A instancias de Leonhard von Eck, canciller bávaro y la persona más influyente de la Liga de Suabia, las negociaciones con los campesinos se paralizaron hasta que la guerra contra el duque Ulrich concluyó con éxito, de modo que las tropas de la Liga desplegadas en esta guerra pudieron ser utilizadas contra los campesinos. Durante la segunda quincena de marzo de 1525 finalizó la acción militar de la Liga de Suabia contra el duque Ulrich de Württemberg, lo que liberó fuerzas para intervenir en la Alta Suabia. En una carta fechada el 25 de marzo de 1525, los Baltringer Haufen se quejaron de que los soldados de la Liga de Suabia habían empezado a atacar las aldeas. Volvieron a insistir en que no exigían nada más que la aplicación de la Ley divina. La situación se agravó después de que la noticia de que las tropas de la Liga de Suabia, compuestas por 8000 soldados de infantería y 3000 de caballería, habían llegado a Ulm, llegó a los campesinos el 26 de marzo de 1525. El mismo día los campesinos saquearon el castillo de Schemmerhofen que estaba en posesión de la abadía de Salem. Al día siguiente, como reacción a la matanza por parte de las tropas de la Liga de Suabia de un terrateniente de Griesingen que regresaba de Memmingen, 8.000 campesinos enfurecidos asaltaron y saquearon, entre otros, la abadía de Heggbach, el castillo de Laupheim, el castillo de Untersulmetingen y el castillo de Achstetten, estos dos últimos también fueron quemados. Las abadías de Gutenzell, Ochsenhausen, Wiblingen y Marchtal se vieron obligados a apoyar a los Baltringer Haufen suministrando bienes a los campesinos. Al mismo tiempo, las ciudades de la Alta Suabia iniciaron una intensa actividad diplomática para evitar un enfrentamiento militar entre los campesinos y la Liga de Suabia, apelando a ambas partes para que se abstuvieran de la violencia. Al final, todos estos esfuerzos fueron en vano.
El 31 de marzo de 1525 las tropas de la Liga de Suabia con base en Erbach se desplazaron hacia Dellmensingen para saquear la aldea. Aunque el comandante de este destacamento, el landgrave Wilhelm von Fürstenberg, había planeado cruzar el Danubio con todas sus fuerzas, no consiguió que su artillería atravesara el río y debido al terreno pantanoso la caballería tampoco pudo ser utilizada. Partes de los Baltringer Haufen, sin embargo, habían sido desplegadas en Dellmensingen. Durante la batalla subsiguiente, 50 soldados de la Liga de Suabia perdieron la vida. En consecuencia, las tropas atacantes se retiraron sobre el río Danubio. Se produjeron nuevas escaramuzas cerca de Achstetten, Oberstadion y Zwiefalten durante las cuales varios pueblos, tras haber sido saqueados, fueron incendiados por tropas de la Liga de Suabia. Después de estos primeros intentos infructuosos de someter a los Baltringer Haufen, Georg Truchsess von Waldburg se enfrentó al desafío del aparentemente más amenazador ejército de campesinos que se había formado cerca de Leipheim. Durante la batalla subsiguiente, los Haufen de Leipheim fueron completamente derrotados el 4 de abril de 1525; sus líderes, Hans Jakob Wehe y otros siete, fueron ejecutados y decapitados al día siguiente. El 10 de abril de 1525, el ejército de la Liga de Suabia, bajo el mando de Georg Truchsess von Waldburg, partió de Leipheim para regresar a la Alta Suabia. Al día siguiente, el ejército se encontró con una banda de campesinos cerca de Laupheim que decidió adoptar una postura en la colina donde se encontraba la iglesia local. Durante la batalla subsiguiente, el ejército de la Liga Suaba mató a 150 campesinos, dispersando a los supervivientes en los bosques de los alrededores. Esto permitió a Georg Truchsess von Waldburg marchar a Baltringen donde llegó el 12 de abril de 1525, acompañado de una fuerza de 400 hombres. El resto de las fuerzas de Baltringer Haufen entre Biberach y Ulm capitularon incondicionalmente. A pesar de las órdenes de la Liga de Suabia, el pueblo de Baltringen no fue «quemado hasta los cimientos».

## Consecuencias
Sin embargo, algunas unidades (Fähnlein) de los Baltringer Haufen participaron en la batalla de Leipheim el 4 de abril de 1525, mientras que otras habían unido sus fuerzas con los Seehaufen y los Allgäuer Haufen y formaron parte de las fuerzas enfrentadas por Georg Truchsess von Waldburg a mediados de abril de 1525 cerca de Weingarten. El ejército de la Liga de Suabia fue claramente superado por los campesinos. Georg Truchsess von Waldburg no se atrevió a atacar a los Haufen y eligió en su lugar negociar. Esto condujo al Tratado de Weingarten, un tratado entre la Liga de Suabia y los Seehaufen y los Allgäuer Haufen el 17 de abril de 1525. La Liga de Suabia, sin embargo, rechazó la posterior aplicación de los términos del tratado a los Baltringer Haufen.
Después de su derrota militar, los campesinos tuvieron que renovar su juramento de lealtad, seguido de una ola de demandas de compensación. Los campesinos de Baltringen fueron castigados con especial severidad: aunque la aldea no fue puesta en la hoguera como había ordenado la Liga de Suabia, tuvieron que pagar el doble de los daños punitivos que otras aldeas. Por lo general, las aldeas que se pensaba que estaban involucradas o simpatizaban con los Baltringer Haufen fueron condenadas a pagar multas. En Biberach, por ejemplo, el Spital, una institución de beneficencia y al mismo tiempo un gran terrateniente de la Alta Suabia, impuso multas a 684 de sus aproximadamente 2400 súbditos en 38 pueblos.
Los líderes de los Baltringer Haufen, Ulrich Schmid, Sebastian Lotzer y Christoph Schappeler, lograron salvar sus vidas escapando a Suiza.
La retribución inmediata de la Liga de Suabia consistió en la ejecución de los líderes del levantamiento que logró detener. Como la mayoría de las figuras prominentes de los Baltringer Haufen habían eludido la captura, la Liga recurrió a la ejecución de varios campesinos como medida disuasoria. Sin embargo, incluso seis meses más tarde, en septiembre de 1525, Hans Burkhard von Ellerbach, el señor de Laupheim, hizo arrestar a 14 campesinos, dos de los cuales fueron ejecutados por decapitación.

## Evaluación
El Baltringer Haufen tuvo una gran influencia en la Guerra de los campesinos alemanes en la Alta Suabia y más allá. Aunque no logró persuadir a los demás Haufen de que siguieran su demanda de no violencia y su invocación de la Ley divina, sus líderes sugirieron sin embargo la fusión de los tres ejércitos campesinos dominantes en la región para formar la Alianza Cristiana. La influencia y la contribución de los Baltringer Haufen es claramente visible en los Doce Artículos y en la Ordenanza Federal, que se convirtieron en los más importantes manifiestos de la Guerra de los campesinos alemanes. La insurrección fracasó porque los Baltringer Haufen apoyaron una política de no violencia hasta la llegada de las tropas de la Liga de Suabia y, por lo tanto, no estaban preparados para un conflicto militar. Aunque muchos de los campesinos tenían alguna experiencia militar y los Baltringer Haufen disponían de artillería, carecían de caballería. Sin embargo, lo que resultó ser todavía más importante fue la falta de dirigentes militares y políticos que pudieran estudiar y evaluar la situación en su conjunto y combinar la multitud de demandas locales en un desafío eficaz con el que la Liga de Suabia tenía que contar. Las diferencias de opinión entre los tres Haufen (ejércitos), con respecto a la Ordenanza Federal significaron que los Allgäuer Haufen y los Seehaufen no acudieron en ayuda de los Baltringer Haufen una vez que la Liga de Suabia movió sus tropas contra ellos. La Liga era muy consciente de esta desunión. Ninguno de los diversos Haufen parecía estar generalmente preparado para actuar fuera de su propia región, o para acudir en ayuda de otros Haufen atacados, lo que facilitó la supresión de la insurrección por parte de las tropas de la Liga de Suabia. Sin embargo, el levantamiento de los campesinos dejó sus huellas en la Alta Suabia. A raíz del Tratado de Weingarten, se concertó una serie de contratos entre los campesinos y sus señores, con el resultado de que la situación de los campesinos empezó a mejorar lentamente, tanto en el plano económico como en el jurídico. En particular, las condiciones de vida de los siervos empezaron a mejorar; la servidumbre se iría eliminando gradualmente a lo largo de los siglos siguientes.

## Recuerdo del Baltringer Haufen
En el sótano del ayuntamiento de Baltringen se dedican dos salas a la conmemoración de los Baltringer Haufen. El museo, llamado «Lugar de conmemoración de los Baltringer Haufen - Guerra de los campesinos en la Alta Suabia», surgió de un antiguo museo de una sola sala, llamado «Salón de la Guerra de los campesinos», fundado en 1984, siguiendo una resolución del ayuntamiento, y diseñado por Franz Liesch. Su propósito era documentar la historia de los Baltringer Haufen. Con ello, Baltringen se convirtió en el primer lugar de Alemania Occidental en establecer un museo dedicado a la Guerra de los Campesinos. En el 475 aniversario de los acontecimientos de 1525, los nuevos locales, siguiendo un concepto diseñado por Benigna Schönhagen, fueron inaugurados el 7 de abril de 2000 por Peter Blickle.